# Уаутла
Уаутла (исп. Huautla) — карстовая пещера на юге Мексики, в штате Оахака.
Расположена на плато Уаутла, близ одноимённого городка и в 80 км к югу от Орисабы. Название происходит из языка индейцев масатеков, на землях которых эта пещерная система расположена.
Уаутла представляет собой вертикальный лабиринт, образованный соединением нескольких пещер: Сан-Агустин (вход на высоте 1750 м), Ли-Нита (2110 м), Ла-Гриета (1860 м) и Нита-Нанта (2237 м), Сотано-дель-Рио-Иглесиа. Протяжённость пещерной системы составляет 85 км, глубина — 1560 м. В общей сложности имеется 17 входов. Уаутла является глубочайшей пещерой западного полушария и считается одной из самых интересных в мире пещерных систем для подземных путешествий. В донной части пещеры находится серия сифонов, в которые совершены сложнейшие погружения.